# Frank Buck
Frank Buck (Gainesville, 7 marzo 1884 – Houston, 25 marzo 1950) è stato un attore, regista, scrittore e produttore cinematografico statunitense.

## Biografia
Dopo essere cresciuto a Dallas dove si distingueva nella geografia, si sposò ma dopo lasciò la moglie quando, nel 1911, grazie ad una vincita a poker volle andare in Brasile. fu l'inizio dei suoi viaggi che durarono 18 anni, ebbe un momento di crisi nel 1929 (per via del crollo della borsa) ma grazie ad una colletta organizzata dagli amici non fallì.
Il suo libro (Bring 'Em Back Alive) famoso in tutto il mondo specie fra i bambini delle elementari.
Rifiutò di legarsi ad ogni forma di sindacato (come quella offerta dall'American Federation of Actors), Alla fine, il sindacato diede a Buck una dispensa speciale per presentare Gargantua il gorilla senza registrarsi come attore.
Il serraglio recuperato da Frank Buck per gli zoo e i circhi di tutto il mondo è impressionante. Egli stimò che nei suoi anni di caccia, avesse riportato vivi 49 elefanti, 60 tigri, 63 leopardi, 20 iene, 52 oranghi, 100 scimmie gibboni, 20 tapiri, 120 antilopi e cervi asiatici, 9 buffali acquatici pigmei, un paio di gauri, 5 maiali selvatici asiatici babirusa, 18 antilopi africane, 40 capre selvatiche e pecore, 11 cammelli, 2 giraffe, 40 canguri e wallaby, 5 rinoceronti indiani, 60 orsi, 90 pitoni, 10 cobra reali, 25 varani giganti, 15 coccodrilli, più di 500 diverse specie di altri mammiferi e più di 100.000 uccelli selvatici.
Morto per cancro ai polmoni. Fu oggetto di ispirazione per una serie TV L'uomo di Singapore (Bring 'Em Back Alive), Bruce Boxleitner interpreta la sua parte.

## Riconoscimenti
Uno Zoo a Gainesville venne chiamato Frank Buck in suo onore.

## Filmografia

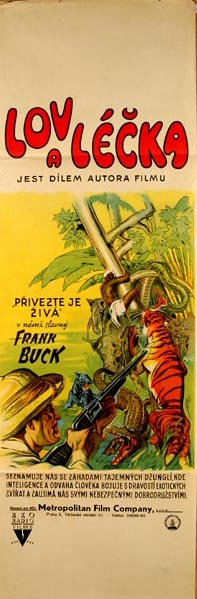
Czech movie poster to film Fang and Claw (1935)

### Attore
- Bring 'Em Back Alive (documentario), regia di Clyde E. Elliott (1932)
- Wild Cargo (documentario) (1934)
- Fang and Claw (documentario) (1935)
- Jungle Menace (serial), regia di George Melford (1937)
- Jungle Cavalcade (documentario) (1941)
- Jacaré (documentario) (1942)
- I misteri della jungla (Tiger Fangs) (1943)
- Urla d'Africa (Africa Screams) (1949)

### Regista
- Fang and Claw (1935)

## Opere
- Bring 'Em Back Alive("Riportali vivi"), 1930.
- All in a Lifetime ("Tutto in una vita"), del 1941 (autobiografia).